# Paderne
Paderne è un comune spagnolo di 2 597 abitanti situato nella comunità autonoma della Galizia.